# Maja Blagdan
Maja Blagdan (Spalato, 16 maggio 1968) è una cantante croata. Ha iniziato la sua carriera musicale nel 1986, come parte del gruppo rock Stijene. Lasciata la band nel 1990, ha pubblicato il suo primo album da solista nel 1993.
Maja ha ottenuto il successo internazionale grazie alla sua partecipazione all'Eurovision Song Contest 1996 per la Croazia, cantando Sveta ljubav. La canzone si è piazzata quarta, totalizzando 98 punti. Sveta ljubav ha fruttato a Maja il prestigioso premio Porin per la migliore performance femminile dell'anno nel 1997.
La discografia di Maja Blagdan consiste in sette album di inediti, due compilation, un 45 giri (Jedini moj/Santa Maria), un CD singolo (Sveta ljubav) e due singoli digitali (Više od najviše e Znam te).

## Discografia

### Album
- 1993 - Vino i gitare
- 1994 - Bijele ruže
- 1996 - Sveta ljubav
- 1997 - Ljubavi moja jedina
- 1999 - Ti
- 2001 - Ljubav ljubavi
- 2008 - Sretna žena
- 2009 - Put, istina i život (con Zlatko Sudac e Ivan Puljić)

### Raccolte
- 2002 - Moje najboljše
- 2003 - Moje ime je ljubav
- 2009 - Zlatna kolekcija
- 2016 - The Best of Collection